# Apponyiové
Apponyiové nebo Aponiové (maďarsky Apponyi család), s predikátem de Nagy-Appony je někdejší uherský šlechtický rod původem z vedlejší linie rodu Péczovců. Jejich hlavním sídlem byla obec Oponice nedaleko Topoľčan.
Členové rodu se uplatňovali zejména ve státní diplomacii, ale i ve vojenských a dalších politických funkcích.

## Historie
Zakladatelem rodu byl Tomáš zvaný Červený (Rúfus), v roce 1323 kastelán na hradech Čachtice a Branč. Výměnou za hrad Čeklís (Bernolákovo) získali od krále Zikmunda Lucemburského panství Oponice, které se stalo kmenovým panstvím rodového predikátu. Další panství drželi Apponyiové v Eberhardu (Yberhard, Malinovo), v Jablonici, v Tolenské a Békešské župě.
Diplomatické směřování rodu položil Tomáš Apponyi, který byl v roce 1343 vyslancem uherského krále Ludvíka I. Velkého u papeže Klementa VI. v Avignonu. Pavel Apponyi pak jako vyslanec Štěpána Bočkaje vyjednal mír ve Vídni roku 1606. Roku 1618 jej císař pověřil vyjednáváním o hranicích mezi Uhrami a Moravským markrabstvím. Apponyiové se díky svému vzdělání a diplomatickým schopnostem stali vyslanci v různých zemích. Byli obratní při vyjednávání, neboť dokázali obratně hájit zájmy krále, uherské státu i stavů. V 16., 17. a 18. století získali Apponyiové baronský a následně též hraběcí titul.
V 17. století se rod rozdělil do tří linií. První zůstala v Oponicích, přesídlila však z hradu na výběžku pohoří Tribeč do pohodlnějšího kaštelu v údolí. Druhá se usadila na panství Korlátka a Jablonica. Třetí linie pak sídlila v kaštelu Eberhard (dnes Malinovo). V době povstání Františka II. Rákócziho (1703-1711) byly v roce 1708 některé rodové majetky poškozeny a zničeny.
V maďarské Tolně pak rod vlastnil zámky Hőgyész a Lengyel. 

## Apponyiovská knihovna
Rod se do povědomí kulturní a vzdělané Evropy zapsali hlavně tím, že ve Vídni založil slavnou  Apponyiovskou knihovnu, kterou v roce 1825 přestěhovali do Bratislavy, kde ji na Kozí ulici v roce 1827 zpřístupnili veřejnosti. Navštěvovali ji také štúrovci, kteří si sem nechávali zasílat literaturu z Ruska. Jelikož město na provoz odmítlo přispívat částkou 400 zlatých ročně, knihovna byla v roce 1846 přestěhována do Oponic, kde pro ni v tamním kaštelu vzniklo samostatné křídlo. V té době sestávala z 25 000 svazků. 
Koncem 19. století však dochází k úpadku knihovny. Ludvík Apponyi musel v roce 1892 v Londýně prodat  2 000 tisků, inkunábulí a rukopisů. Po smrti Jindřicha Apponyiho (1885-1935) pak došlo k dalšímu odprodeji na dražbě v Praze, do prodeje tehdy šlo 10 000 svazků. 

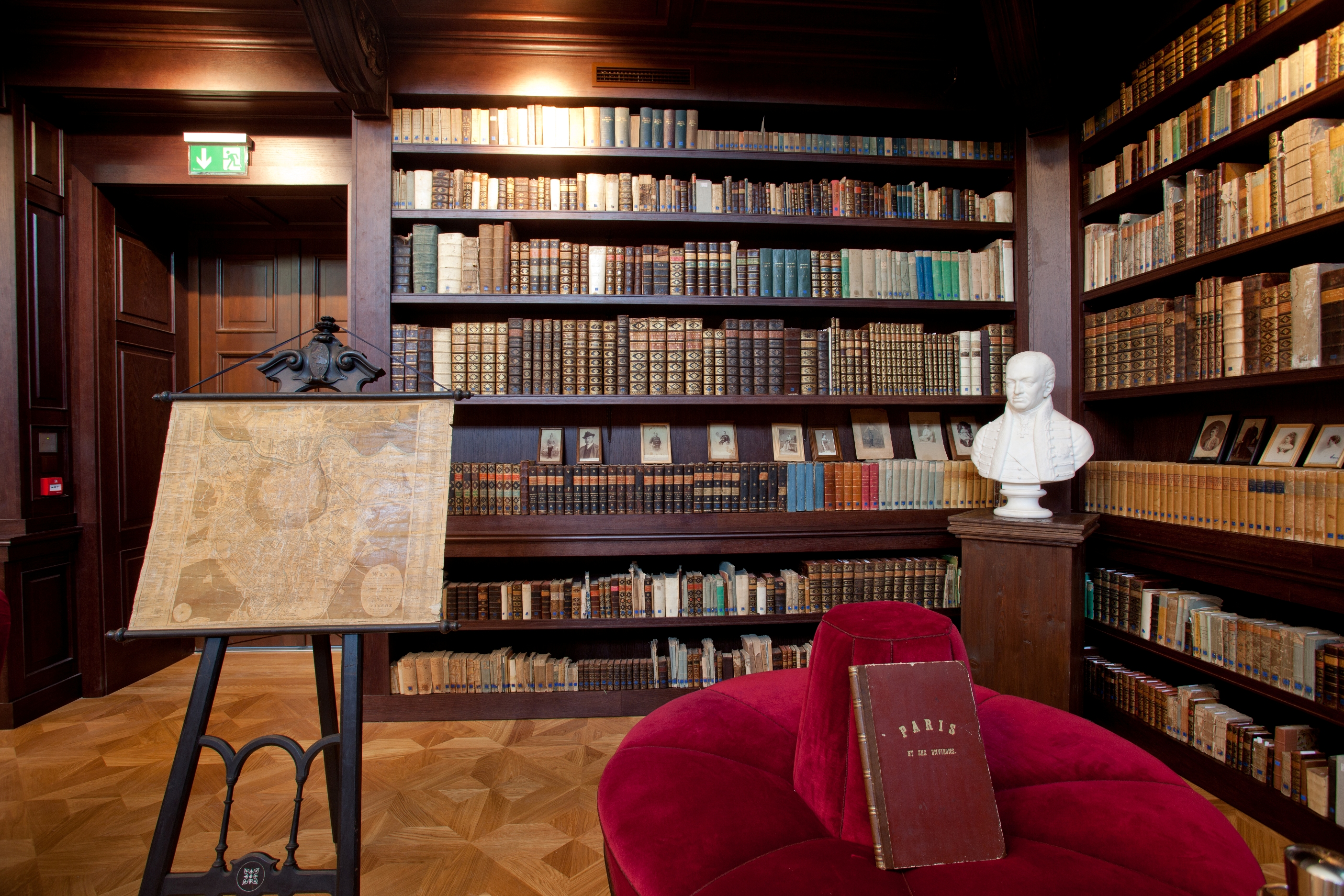
Apponyiovská knihovna na zámku v Oponicích

V roce 1956 se knihovna dostala do správy Matice slovenské, v oponickém kaštelu vzniklo učiliště a knihovnu tehdy uspořádal a katalogizoval Vševlad Josef Gajdoš. V roce 1963 bylo zbývajících 7 000 svazků knihovny převezeno do Bratislavy a následně do Martina, kde byly svazky ošetřeny proti plísni. Zachráněný fond byl v roce 1992 přesunutý do zámku Diviaky. V roce 2007-8 byla knihovna vyhlášena za historický knižní fond s nejvyšším stupněm ochrany. 
V roce 2011 se celá knihovna vrátila do nově zrekonstruovaného kaštelu v Oponicích do původní místnosti. Podle původních fotografií byla vyrobena ve Zvolenu kopie původního nábytku a knihovna do něj byla umístěna spolu se Zaiovskou knihovnou. Knihovna je dnes s průvodcem přístupná veřejnosti. V současnosti sestává z 7 507 signatur, 8 222 titulů a 15 042 svazků. 

## Kulturní působení rodu
Významný byl rod svým kulturním a uměleckým působením. Pro hraběte Anotnína Jiřího Apponyiho složil Haydn „Apponyiho kvarteta“ (Opus 71-74). V Paříži se s hrabětem Antonem Apponyim a jeho ženou Therese rozenou Nogarola seznámil Fryderik Chopin, který pro Apponyiovy v budově ambasády mnohokrát koncertoval. Koncert v budově ambasády měl též Ferenc Liszt. Kvartet pro rod složil též Mozart. Dochovaly se svatební poémy Per Nozze složené pro členy rodu.
Mnozí členové rodu byli literárně činní. Josef Apponyi starší, profesor Trnavské univerzity a Videňské univerzity vydal v roce 1745 Oratio de augustissimo verbi incarnatio. Rudolf I. Apponyi (1802-1853), z Jablonické větve rodu napsal za svého pobytu na pařížské ambasádě deník, který byl vydán v Paříži u Ernesta Daudeta mezi lety 1913-1914 ve čtyřech dílech pod jménem Vingt-cinq ans à Paris. Journal du comte Rodolphe Apponyi (Dvacet pět let v Paříži. Deník hraběte Rudolfa Apponyiho). Cestovatel Jindřich Apponyi, vydal knihu o své cestě do Indie, Himalájí a Tibetu pod názvem Úti- és vadásznaplóm Indiából és a Himalájából (Mé cestovní a lovecké deníky z Indie a Himálaje).

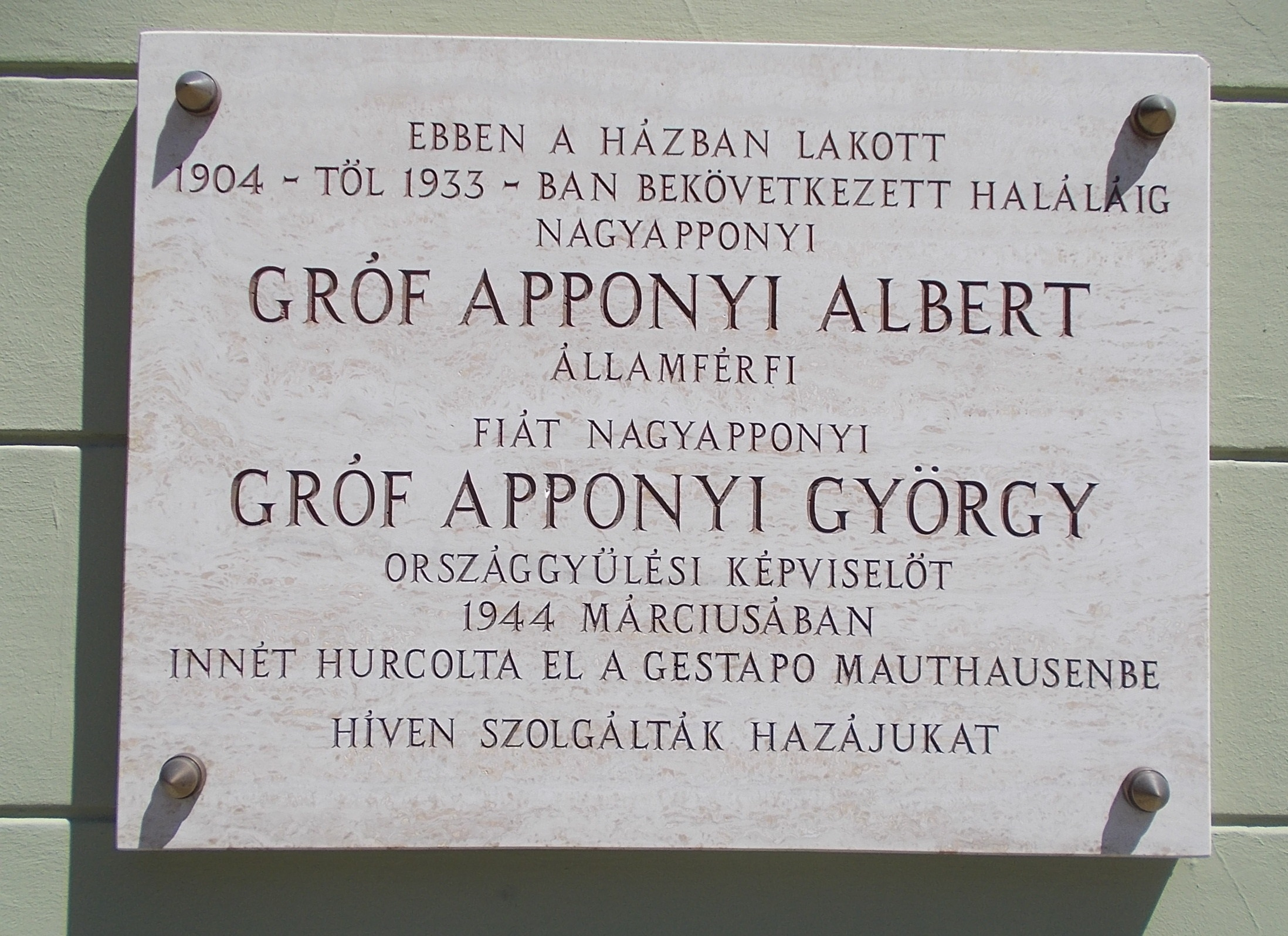
Pamětní deska Alberta Apponyiho na Táncsics Mihály utca v Budapešti

Nejznámějším novodobým členem rodu je Albert Apponyi, který roku 1907 zavedl tzv. Apponyiho školní zákony a účastnil se v roce 1920 Trianonské mírové konference. Jeho paměti jsou souborem textů, které v průběhu života napsal, vydal však i četné úvahy o politice Uher. 

## Významní členové rodu
- Tomáš Apponyi (Rúfus) (14. století), zakladatel rodu, kastelán, vyslanec krále Ludvíka I. Velikého
- Pavel Apponyi (1564–1624), baron, strážce královské koruny, vyslanec Štepána Bočkaje
- Josef Apponyi († 1787), hrabě, filozof, jezuita, profesor Trnavské univerzity
- Antonín Jiří Apponyi (1751–1817), hrabě, velkostatkář, diplomat, župan
- Antonín Apponyi (1782–1852), hrabě, diplomat, velvyslanec ve Vatikánu a ve Francii
- Rudolf II. Apponyi (1812–1876), hrabě, diplomat, velvyslanec ve Velké Británii a Francii
- Jiří Apponyi (1808–1899), hrabě, kancléř, zemský sudí, poslanec Uherského sněmu
- Albert Apponyi (1846–1933), diplomat, ministr kultu a výuky uherské vlády
- Jindřich Apponyi (1885–1935), hrabě, diplomat, cestoval po Africe, Indii a Himálajích
- Albert II. Apponyi (1899–1970), politik, zástupce, novinář
- Géraldine Apponyiová (1915–2002), manželka albánského krále Ahmeda I. Zoga, matka prince Alexandra I. Zoga

## Galerie

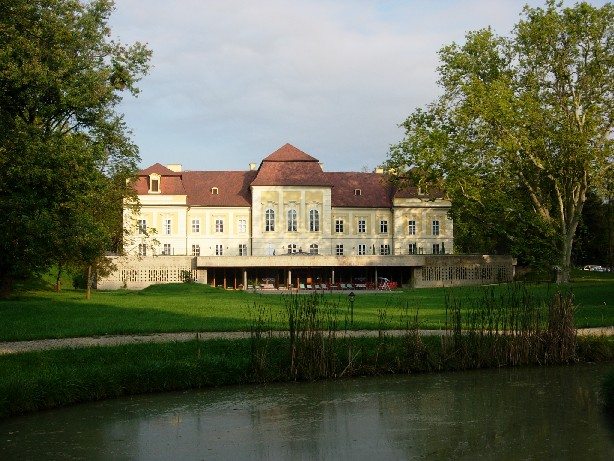
Zámek v Hőgyészi
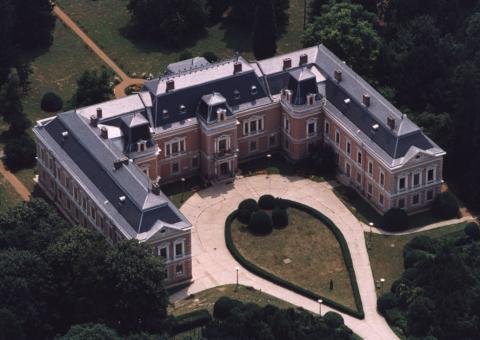
Zámek v Lengyeli
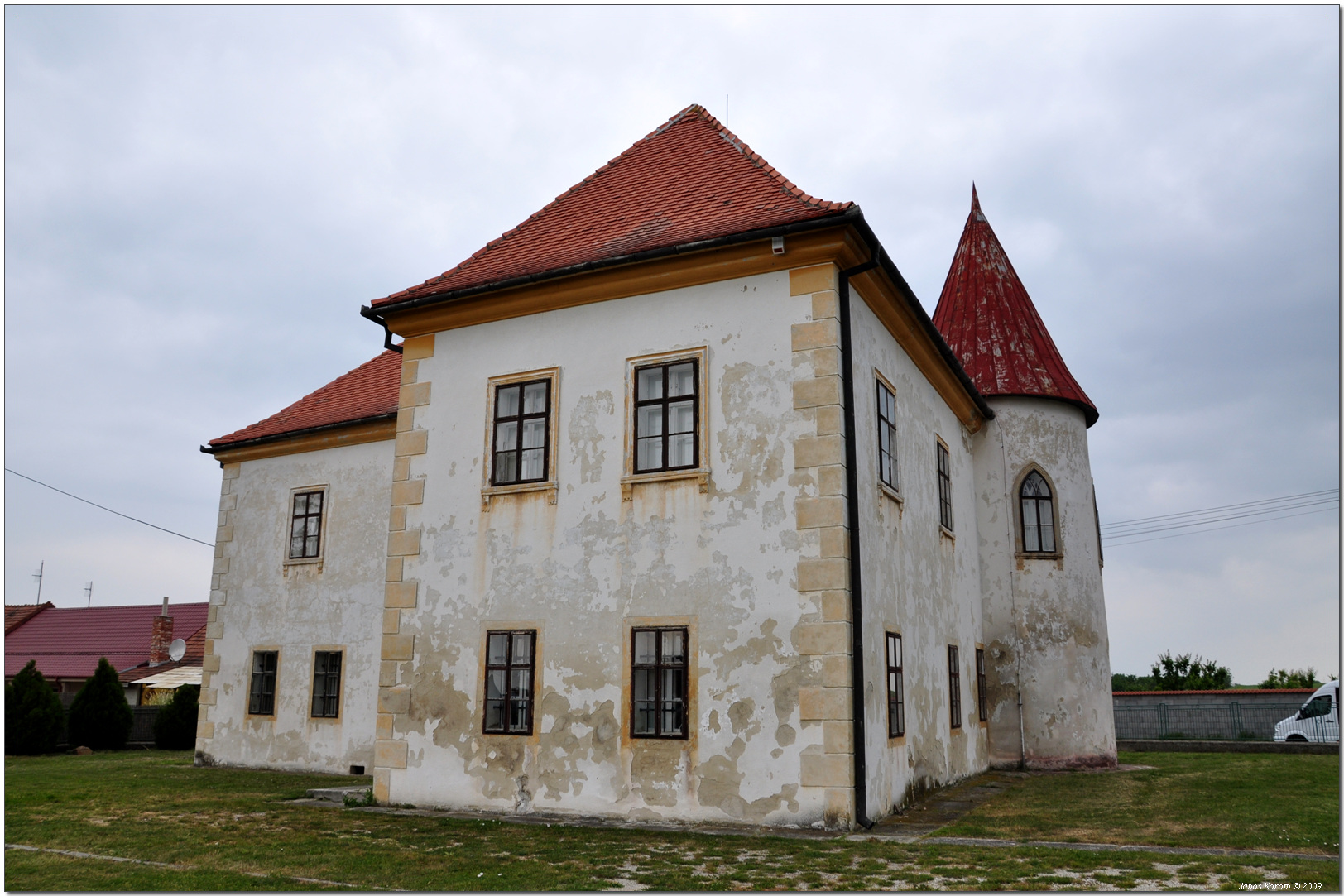
Aponiho lovecké muzeum v Marczibányiovském kaštelu v Oponicích
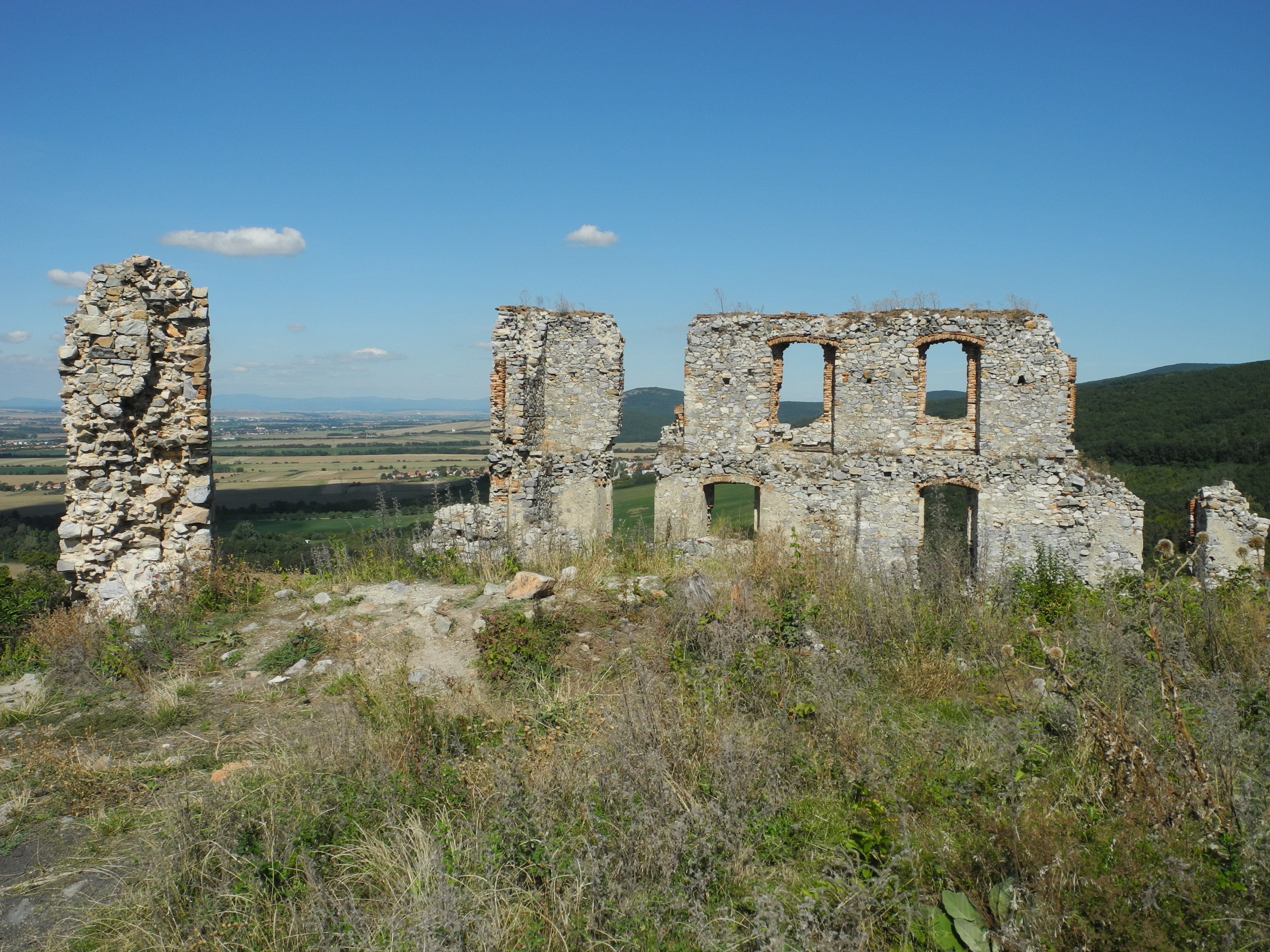
Ruiny Oponického hradu ze 13. století
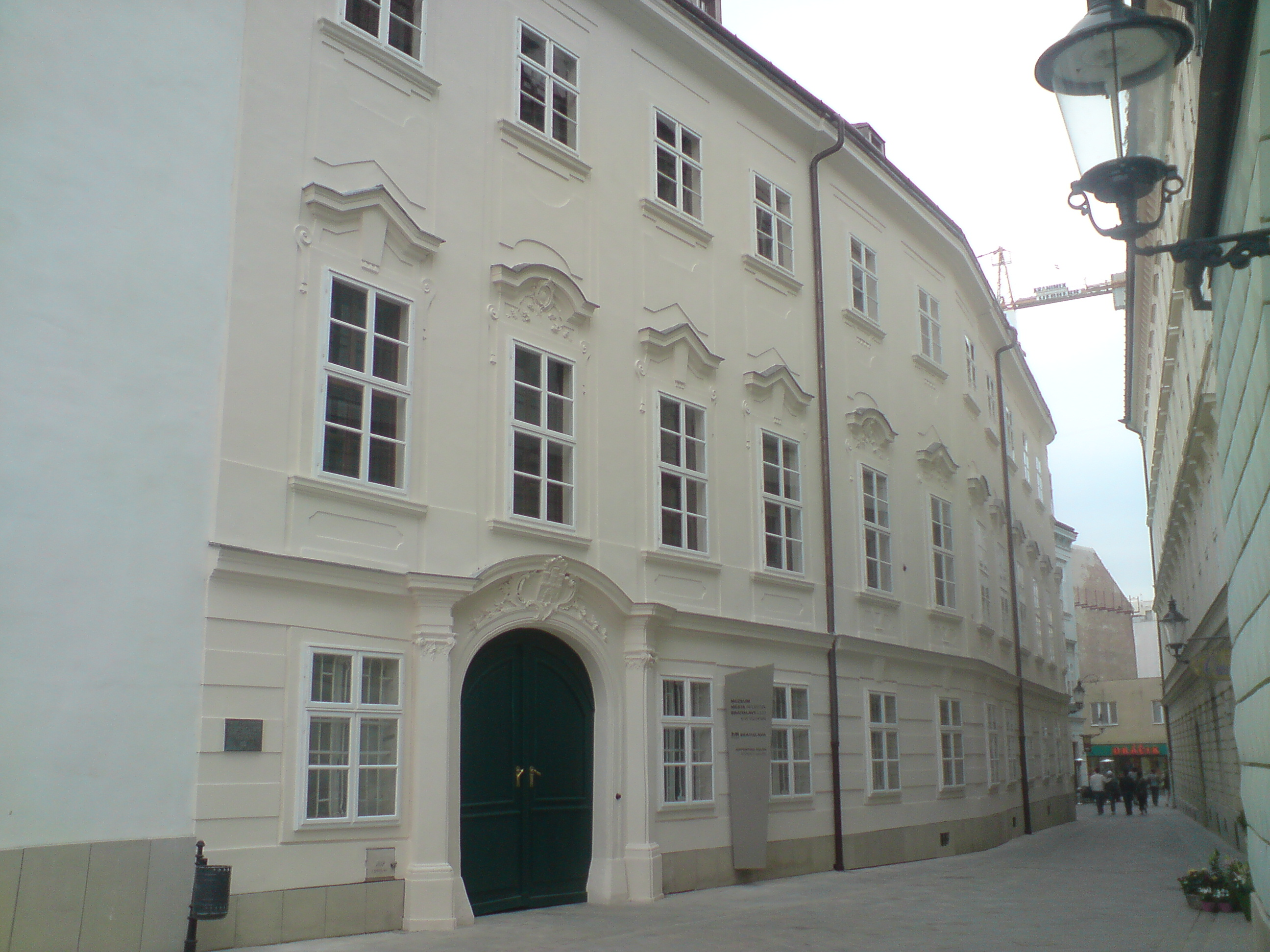
Apponiovský palác v Bratislavě
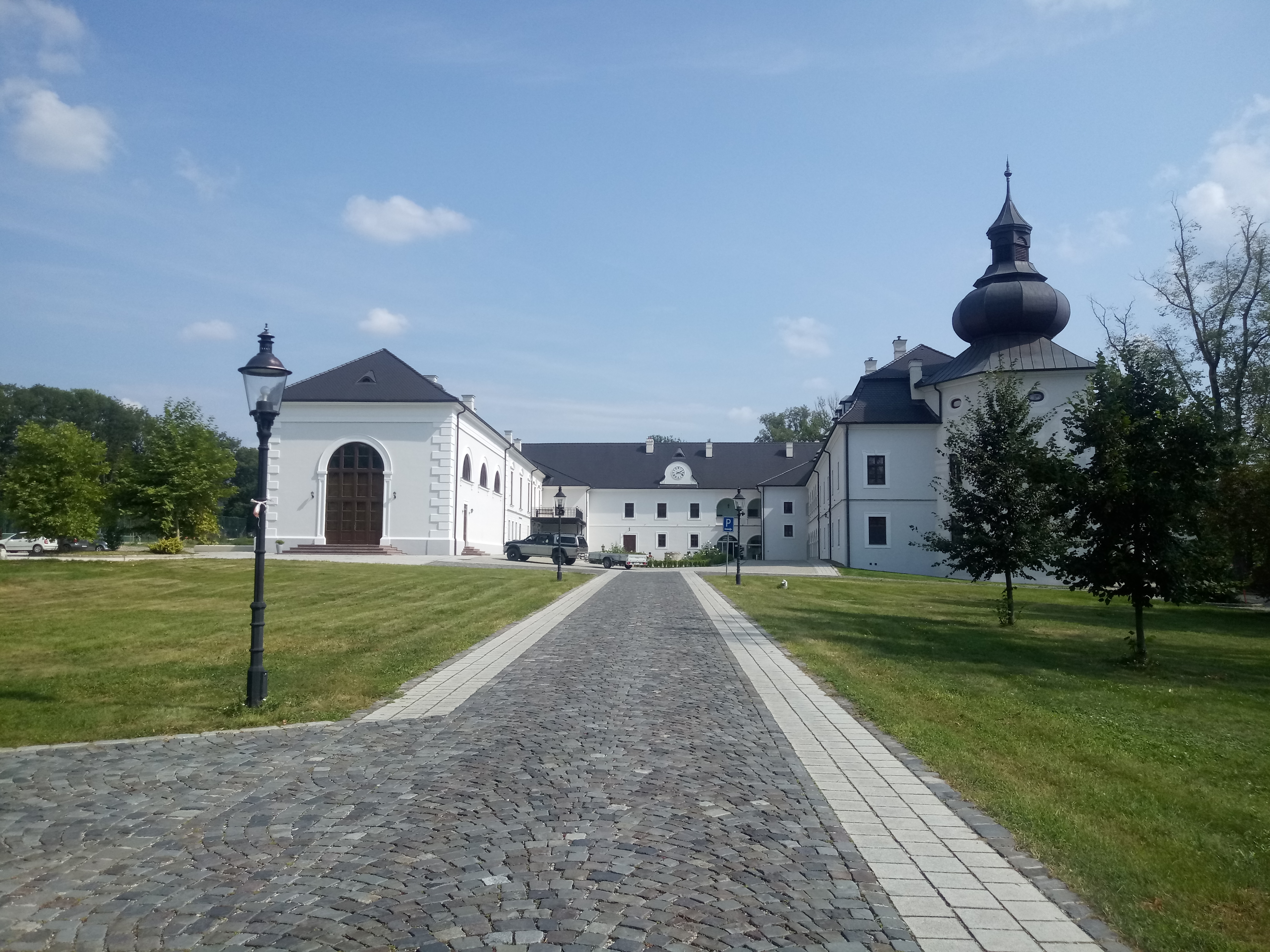
Rodové sídlo Apponyiů v Oponicích
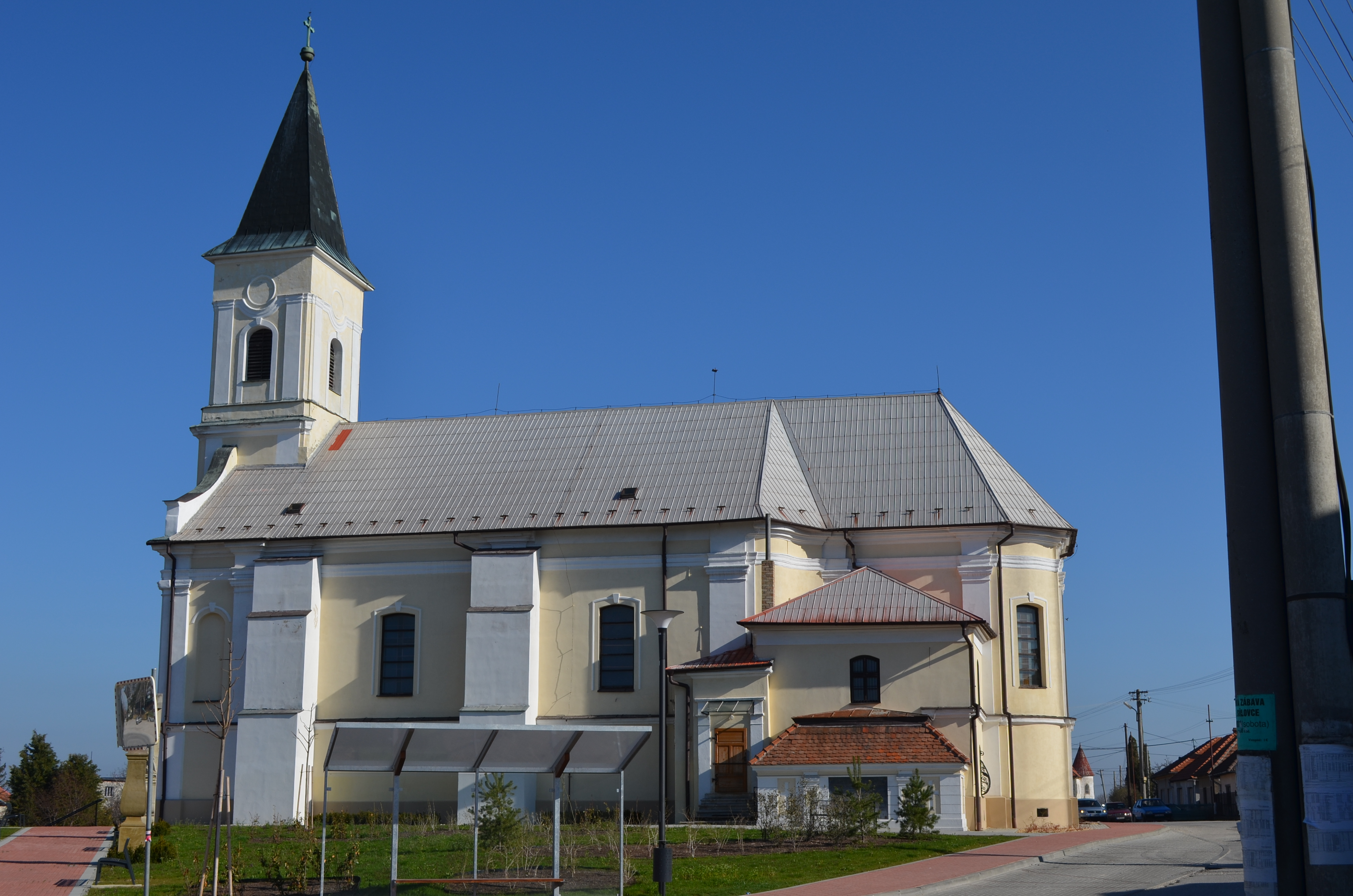
Kostel sv. Petra a Pavla s hrobkou Apponyiů v Oponicích
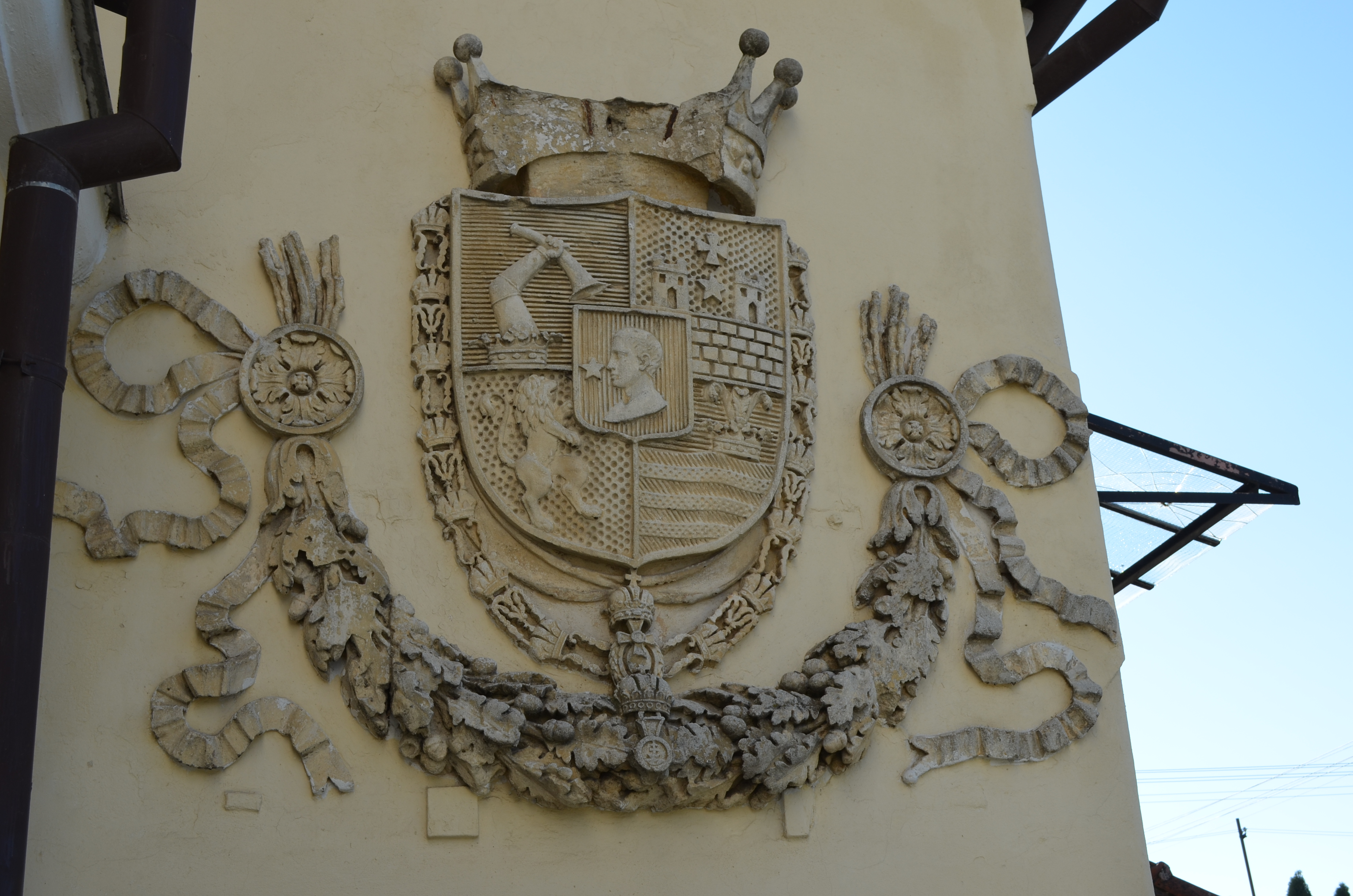
Rodový erb na stěně hrobky v Oponicích